# Griekenland op het Eurovisiesongfestival 1993
Griekenland nam deel aan het Eurovisiesongfestival 1993 in Millstreet, Ierland. Het was de 16de deelname van het land op het Eurovisiesongfestival. ERT was verantwoordelijk voor de Griekse bijdrage voor de editie van 1993.

## Selectieprocedure
De kandidaat en het lied voor het Eurovisiesongfestival van 1993 werd door de Griekse omroep intern aangeduid. Men koos voor de zangeres Katerina Garbi met het lied Ellada, chora tou fotos.

## In Millstreet
Griekenland moest in Ierland als 6de optreden, net na Denemarken en voor België. Op het einde van de puntentelling hadden de Grieken 64 punten verzameld, wat ze op een 9de plaats bracht. Men ontving 1 keer het maximum van de punten, afkomstig van Cyprus. België en Nederland gaven respectievelijk 0 en 5 punten aan deze inzending.

### Gekregen punten

#### Finale
| 12 punten   | 10 punten | 8 punten | 7 punten                         | 6 punten          |
| ----------- | --------- | -------- | -------------------------------- | ----------------- |
| - Cyprus    |           | - Spanje | - Frankrijk - Israël - Noorwegen | - Finland - Malta |
| 5 punten    | 4 punten  | 3 punten | 2 punten                         | 1 punt            |
| - Nederland |           |          | - Duitsland - Italië - Turkije   |                   |

### Punten gegeven door Griekenland

#### Finale
Punten gegeven in de finale:
| 12 punten | Noorwegen   |
| 10 punten | Cyprus      |
| 8 punten  | Finland     |
| 7 punten  | Zwitserland |
| 6 punten  | Ierland     |
| 5 punten  | Malta       |
| 4 punten  | IJsland     |
| 3 punten  | Frankrijk   |
| 2 punten  | Portugal    |
| 1 punt    | Oostenrijk  |

1974 · 1975 · 1976 · 1977 · 1978 · 1979 · 1980 · 1981 · 1982 · 1983 · 1984 · 1985 · 1986 · 1987 · 1988 · 1989 · 1990 · 1991 · 1992 · 1993 · 1994 · 1995 · 1996 · 1997 · 1998 · 1999-2000 · 2001 · 2002 · 2003 · 2004 · 2005 · 2006 · 2007 · 2008 · 2009 · 2010 · 2011 · 2012 · 2013 · 2014 · 2015 · 2016 · 2017 · 2018 · 2019 · 2020 · 2021 · 2022 · 2023 · 2024 · 2025